# Rødknæ
Rødknæ (Rumex acetosella) er en 10-30 cm høj, tvebo urt, der i Danmark især vokser på dyrket jord og nær bebyggelse.

## Beskrivelse
Rødknæ er en flerårig urt, der først danner en bladroset og de følgende år en opret stængel med blade og blomster. Bladene er helrandede, glatte og grågrønne på begge sider.
Blomstringen sker i juni-august, og da arten er tvebo, finder man individer, som udelukkende har hunlige blomster og andre, der kun har hanlige. Blomsterne sidder i små nøgler i en løst opbygget top, og de enkelte blomster er regelmæssige med rødlige blosterblade. Frugterne er nødder.
Rodnettet består af en kort, lodret jordstængel, en kraftig og meget dybtgående pælerod og kraftige siderødder. Planten er indikatorplante for sur, næringsfattig bund. Bladene indeholder oxalsyre.
Højde x bredde og årlig tilvækst: 0,20 x 0,20 (20 x 20 cm/år).

## Underarter
Arten forekommer i to underarter (R. acetosella ssp. acetosella og R. acetosella ssp. tenuifolius), der især skelnes på deres blade: Den første har lancetformede blade med trekantede sideflige nær grunden af bladet, mens den sidste, Finbladet Rødknæ, har linjeformede blade med trådagtige sideflige.

## Voksested
Rødknæ er en gammel indslæbt ukrudtsart, som fulgte med landbruget i oldtiden, og den hører hjemme på sur og næringsfattig bund i fuld sol. Det gør den til en typisk pionerart, som hurtigt indfinder sig på opgivne agre. Den findes derfor også på helt unge overdrev.
Ved Dalgård nær Øm Kloster optræder den sammen med forskellige mosser og laver samt blandt andet almindelig dværgløvefod, bitter bakkestjerne, gul evighedsblomst, liden museurt, rank forglemmigej og rød svingel.